# Descente femmes des championnats du monde de ski alpin 2025
Navigation
Méribel-Courchevel 2023 Crans-Montana 2027
À 29 ans, Breezy Johnson signe la première victoire internationale de sa carrière. Avant de dévaler brillamment la piste Ulli Maier en s'élançant la première (dossard n°1) la skieuse américaine ne s'était jamais imposée en Coupe du monde. Pour sa cinquième participation aux championnats du monde de ski alpin, la triple championne olympique en ski alpin (Super-G, 2018) et snowboard (Géant parallèle, 2018 et 2022), Ester Ledecká gagne sa première médaille aux Mondiaux avec le bronze à 21/100e de Johnson et à 6/100e de la médaillée d'argent autrichienne  Mirjam Puchner.

## Médaillées
| Or             | Argent         | Bronze        |
| Breezy Johnson | Mirjam Puchner | Ester Ledecká |

## Résultats
Lé départ a été donné à 11 h 30.
| Rang               | dossard          | Nom                             | Pays               | Temps         | Ecart    |
| ------------------ | ---------------- | ------------------------------- | ------------------ | ------------- | -------- |
| Médaille d'or      | 1                | Breezy Johnson                  | États-Unis         | 1 min 41 s 29 | —        |
| Médaille d'argent  | 9                | Mirjam Puchner                  | Autriche           | 1 min 41 s 44 | + 0 s 15 |
| Médaille de bronze | 5                | Ester Ledecká                   | Tchéquie           | 1 min 41 s 50 | + 0 s 21 |
| 4                  | 7                | Cornelia Hütter                 | Autriche           | 1 min 41 s 63 | + 0 s 34 |
| 5                  | 18               | Lauren Macuga                   | États-Unis         | 1 min 41 s 67 | + 0 s 38 |
| 6                  | 30               | Emma Aicher                     | Allemagne          | 1 min 41 s 77 | + 0 s 48 |
| 7                  | 11               | Corinne Suter                   | Suisse             | 1 min 41 s 91 | + 0 s 62 |
| 8                  | 3                | Nicol Delago                    | Italie             | 1 min 42 s 05 | + 0 s 76 |
| 9                  | 15               | Stephanie Venier                | Autriche           | 1 min 42 s 28 | + 0 s 99 |
| 10                 | 14               | Federica Brignone               | Italie             | 1 min 42 s 48 | + 1 s 19 |
| 11                 | 6                | Ilka Štuhec                     | Slovénie           | 1 min 42 s 60 | + 1 s 31 |
| 12                 | 2                | Kira Weidle                     | Allemagne          | 1 min 42 s 93 | + 1 s 64 |
| 13                 | 13               | Laura Pirovano                  | Italie             | 1 min 42 s 98 | + 1 s 69 |
| 14                 | 10               | Kajsa Vickhoff Lie              | Norvège            | 1 min 43 s 06 | + 1 s 77 |
| 15                 | 21               | Lindsey Vonn                    | États-Unis         | 1 min 43 s 25 | + 1 s 96 |
| 16                 | 12               | Sofia Goggia                    | Italie             | 1 min 43 s 26 | + 1 s 97 |
| 17                 | 25               | Marte Monsen                    | Norvège            | 1 min 43 s 30 | + 2 s 01 |
| 17                 | 17               | Ariane Rädler                   | Autriche           | 1 min 43 s 30 | + 2 s 01 |
| 19                 | 20               | Malorie Blanc                   | Suisse             | 1 min 43 s 49 | + 2 s 20 |
| 20                 | 4                | Laura Gauché                    | France             | 1 min 43 s 75 | + 2 s 46 |
| 21                 | 19               | Priska Ming-Nufer               | Suisse             | 1 min 43 s 89 | + 2 s 60 |
| 22                 | 29               | Karen Clément                   | France             | 1 min 44 s 31 | + 3 s 02 |
| 23                 | 26               | Romane Miradoli                 | France             | 1 min 44 s 67 | + 3 s 38 |
| 23                 | 28               | Elvedina Muzaferija             | Bosnie-Herzégovine | 1 min 44 s 67 | + 3 s 38 |
| 25                 | 33               | Cassidy Gray                    | Canada             | 1 min 44 s 92 | + 3 s 63 |
| 26                 | 27               | Jordina Caminal                 | Andorre            | 1 min 45 s 02 | + 3 s 73 |
| 26                 | 24               | Cande Moreno                    | Andorre            | 1 min 45 s 02 | + 3 s 73 |
| 28                 | 22               | Sabrina Simader                 | Kenya              | 1 min 46 s 02 | + 4 s 73 |
| 29                 | 31               | Hólmfríður Dóra Friðgeirsdóttir | Islande            | 1 min 47 s 38 | + 6 s 09 |
| 30                 | 32               | Matilde Schwencke               | Chili              | 1 min 47 s 40 | + 6 s 11 |
|                    | 8                | Lara Gut-Behrami                | Suisse             | DNF           | DNF      |
| 16                 | Jacqueline Wiles | États-Unis                      |                    | DNF           | DNF      |
| 23                 | Greta Small      | Australie                       |                    | DNF           | DNF      |